# Maule (Chili)
Maule is een gemeente in de Chileense provincie Talca in de regio Maule. Maule telde 49.721 inwoners in 2017 en heeft een oppervlakte van 238 km².
- Virtual International Authority File: 236929533